# 地方平均時

均時差 — 横軸の上では地方平均時を示す時計に比べて日時計は「速く」表示され、横軸の下では日時計は「遅く」表示される。

地方平均時（ちほうへいきんじ、local mean time）・平均太陽時（mean　solar time）・平均時（mean time）は、特定の地点・経度における太陽時の形態のうち、視太陽時の時間の変動を補正し、一様な時間間隔を刻むように調整された時刻系を指す。
地方平均時は、19世紀の初めに時間帯が導入される以前に使用されていた。それ以降でも天文学や航法で使用されることがある。
なお地球上の基準となる地点・経度（基準子午線）における平均太陽時を「世界時」と呼ぶ。

## 過去の使用
地方平均時は、19世紀初頭に地方太陽時や日時計による時刻を置き替えて使用が始まり、各国で標準時が採用されるまで使用された。各町や都市はそれぞれを通る子午線に基づいて地方平均時を定めていた。これにより、経度1度ごとに4分の時差が生じることとなった。これは19世紀半ばに、鉄道が各駅で同期された時刻を必要とし、また人々が時計（または教会時計）を時刻表に合わせる必要が出てから問題になった。

## 標準時
標準時とは、一定の地域内で同じ時間を使用することを意味する。通常、グリニッジ平均時からのオフセットとして定めるか、その地域の中心都市の地方平均時が採用された。地方平均時と地方視太陽時との間の差を均時差という。